# Ámor Ye
Az Ámor Ye (eredeti címén: Cupid Ye) a South Park című amerikai animációs sorozat 320. része (a 26. évad 1. epizódja). Elsőként 2023. február 8-án sugározták az Egyesült Államokban a Comedy Central műsorán. Magyarországon szinkronosan 2023. május 8-án szintén a Comedy Central mutatta be.
Ebben az epizódban Cartman kitalál egy megoldást, amivel a Kyle-lal való barátsága miatt aggódó Stannek próbál segíteni. Az epizód egyszerre figurázza ki Kanye West rapper antiszemita kijelentéseit, valamint azt a sztereotípiát, hogy Hollywood-ot a zsidók tartanák az uralmuk alatt.

## Cselekmény
Stan és Cartman meglepve látják, hogy Kyle egyre több időt tölt el Tolkien Black társaságában, akivel főként TikTok videókat csinálnak közösen. Mivel Stannel már szinte nem is foglalkozik, ezért el van emiatt keseredve. Cartman ezt látva elhatározza, hogy "jó keresztény" lesz, és segít. Elkezdi elterjeszteni azt az antiszemita toposzt Tolkien és az osztálytársak előtt, hogy a zsidók uralják a filmipart, és hogy "Kyle a góré Hollywoodban". Ebben segítségére van a képzeletbeli barátja, "Ámor Én", aki a "Cartman és a szerelem" című epizódban már megjelent, azonban azóta felvette az "Ámor Kanye" nevet, átalakította az öltözékét, és antiszemita világnézetet vett fel.
Miután széles körben elterjed a pletyka, PC igazgató két hónapos büntetést helyez kilátásba, ha Cartman nem fejezi ezt be. Ennek ellenére továbbra is ezt csinálja, elmaszkírozott arccal tévéinterjúkat is ad, ám ezeket a dolgait Ámor Kanye botrányos megszólalásai tarkítják, amikre már Cartman is azt mondja, hogy túl messzire ment. A pletykák egyre jobban terjednek, Kyle-t pedig bosszantja, hogy már nemcsak egyes diáktársai, de Tolkien is kezdi azt hinni, hogy "Hollywoodban ő a góré". Mikor Ámor Kanye ellop egy autót, hogy azzal furikázhasson, Cartman bevallja Stannek, amit eddig tettek. Stan bocsánatot kér Tolkientől, azt mondva, hogy az ő féltékenysége volt az oka az egésznek, hogy mindez idáig fajult. Ámor Kanye Valentin-nap alkalmából a vécében egy egész kis náci szentélyt hoz létre, majd horogkeresztes Cupido-nyilakat kezd el lövöldözni, amivel az egész iskolát Kyle ellen hangolja. Miközben Stan és Tolkien szembeszállnak a feldühödött tömeggel, Cartman beadja Ámor Kanyének a gyógyszereit, amitől az visszaváltozik a régi jó Ámor Énné.
Ezt követően Kyle nagy tömeg előtt tart egy előadást arról, hogy a zsidók hogyan kerültek be valójában a filmiparba, és hogy azt igazából több tízezer ember együttes tevékenysége tartja mozgásban. A beszéde nagy hatással van rájuk, akik azonban erre azt kezdik el gondolni, hogy Kyle-nak kellene lennie Hollywoodban a górénak.
Egyfajta gegként a stáblista is megváltoztatásra került ebben a részben, ugyanis normál esetben Trey Parker és Matt Stone is szerepelnek benne, ezúttal azonban csak Matt Stone lett kiemelve, tovább erősítve az epizódban  elhangzott antiszemita toposzt.

## Fordítás
- Ez a szócikk részben vagy egészben  a   Cupid Ye című angol Wikipédia-szócikk ezen változatának fordításán alapul.  Az eredeti cikk szerkesztőit annak laptörténete sorolja fel. Ez a jelzés csupán a megfogalmazás eredetét és a szerzői jogokat jelzi, nem szolgál a cikkben szereplő információk forrásmegjelöléseként.